# Crotalaria hilariana
Crotalaria hilariana är en ärtväxtart som beskrevs av George Bentham. Crotalaria hilariana ingår i släktet sunnhampor, och familjen ärtväxter. Inga underarter finns listade i Catalogue of Life.